# ایستگاه برق آبی راما
ایستگاه برق آبی راما (به لاتین: Rama Hydroelectric Power Station) یک نیروگاه برقابی در بوسنی و هرزگوین است که در فدراسیون بوسنی و هرزگوین واقع شده‌است.